# Heterocerus collaris
Heterocerus collaris är en skalbaggsart som beskrevs av Ernst Hellmuth von Kiesenwetter 1851. Heterocerus collaris ingår i släktet Heterocerus och familjen strandgrävbaggar. Inga underarter finns listade i Catalogue of Life.